# 田村のり子
田村 のり子（たむら のりこ、1929年5月27日 -2023年9月12日）は、日本の詩人。島根県松江市生まれ。本名・田村徳子。松江高等女学校（現島根県立松江北高等学校）卒。1967年より季刊詩誌『山陰詩人』編集発行人。日本現代詩人会会員（平成28年度先達詩人顕彰）・中四国詩人会会員・島根県詩人連合所属。1972年、評論『出雲・石見地方詩史五十年』で第6回日本詩人クラブ賞を受賞。

## 著書
- 『崖のある風景 田村のり子詩集』木犀書房 1970
- 『出雲石見地方詩史五十年 草の根の詩人たち』木犀書房 1972
- 『不等号 詩集』山陰詩人クラブ 1974
- 『もりのえほん 詩集』山陰詩人クラブ 1978
- 『ヘルンさん 詩集』山陰詩人クラブ 1990
- 『竹島 連作詩』山陰詩人クラブ 1997
- 『島根の詩人たち』島根県詩人連合 1998
- 『幼年譜 詩集』山陰詩人クラブ 1998
- 『入沢康夫を松江でよむ 松江出身の詩人』山陰詩人グループ 2003
- 『時間の矢-夢百八夜 田村のり子詩集』コールサック社 2011
- 『ヘルンさんがやってきた』八雲会　2015

## 注
1. ↑  『現代日本人名録』2002年